# Иђешти (Вранча)
Иђешти (рум. Igești) насеље је у Румунији у округу Вранча у општини Цифешти. Oпштина се налази на надморској висини од 87 m.

## Становништво
Према подацима из 2002. године у насељу је живело 256 становника, од којих су сви румунске националности.